# Höhle von Jovelle
Die Höhle von Jovelle ist eine prähistorische Bilderhöhle im Südwesten Frankreichs. Sie befindet sich auf dem Gebiet der Gemeinde La Tour-Blanche-Cercles im Département Dordogne in der Region Nouvelle-Aquitaine.
Die archäologische Fundstätte ist seit dem 28. November 1989 als Monument historique eingestuft und steht damit unter Denkmalschutz.

## Lage

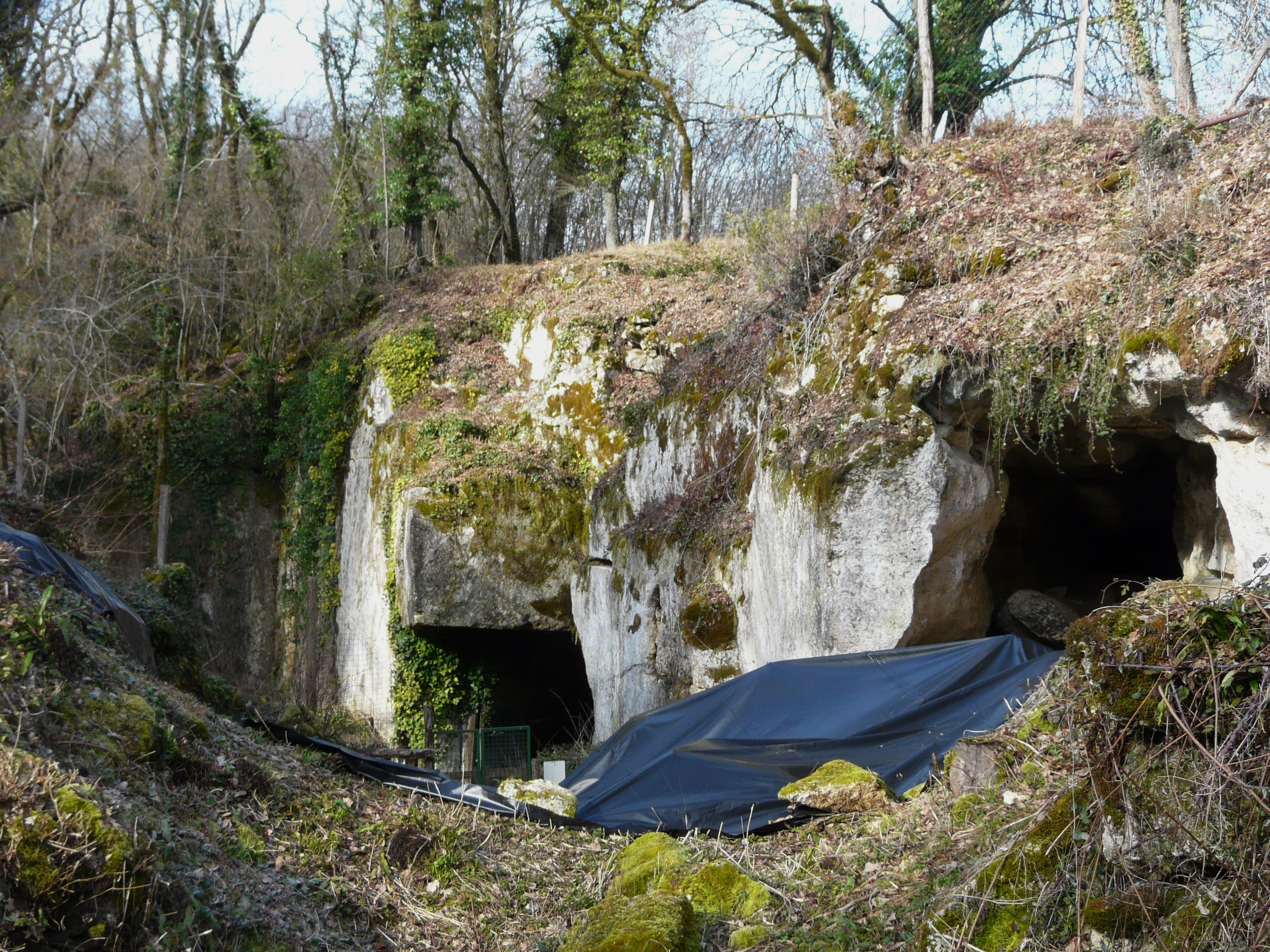
Ehemaliger Steinbruch links und die Höhle auf der rechten Seite

Ungefähr zwei Kilometer südwestlich vom Dorf La Tour-Blanche, entlang der RD 84, liegen ehemalige unterirdische Abbaugebiete für turonischen Kalkstein. Die Jovelle-Höhle, seit 2006 Eigentum des Départements Dordogne, befindet sich an der Stelle einer dieser Steinbrüche, einige hundert Meter von den Ruinen von Schloss Jovelle entfernt.

## Entdeckung und Beschreibung
Im Herbst 1983 stieß Christian Carcauzon auf vorhandene Tierzeichnungen an den Wänden nahe dem Höhleneingang.
Norbert Aujoulat untersuchte diese genauer und identifizierte Ritzzeichnungen eines Mammuts, eines Steinbocks und eines Pferdes. Andere Tierbilder konnten nicht genauer bestimmt werden, da sie teilweise von Trümmern bedeckt waren, die sich auf dem Boden aufgrund von Steinbruchaktivitäten bis in die 1940er Jahre hinein angehäuft hatten.
Vom Stil her erinnern die ins Jungpaläolithikum datierten Zeichnungen an die gravierten Tierfiguren in der Höhle von Pair-non-Pair im benachbarten Département Gironde.
Auf dem Boden fanden sich Überreste von Rentier- und Pferdeknochen, ferner prähistorische Werkzeuge wie Meißel und Schaber. Außerdem wurden Tonscherben ausgegraben, die in die Eisenzeit datieren.